# Matty Cardarople
Matty Cardarople, né le 9 février 1983 est un acteur américain. Il incarne généralement  des nerds ou des individus avec des traits socialement maladroits illustrant la culture kitsch américaine. Il est apparu dans la série télévisée Selfie sur ABC, le film Jurassic World en 2015, la série télévisée Stranger Things en 2016 et dans la série télévisée Les Désastreuses Aventures des orphelins Baudelaire. En 2021, il a joué le rôle de Keith dans le film Free Guy. Ses rôles secondaires comprennent des apparitions dans la comédie romantique The Big Sick de Michael Showalter en 2017, et dans la série télévisée Reservation Dogs de Sterlin Harjo (en) et Taika Waititi.

## Biographie
Il est né à Exeter, dans le New Hampshire, et ses parents ont divorcé lorsqu'il était jeune. Il est diplômé de la New York Film Academy, après quoi il a travaillé comme assistant personnel de Luke Wilson. Cardarople a étudié le théâtre à la Beverly Hills Playhouse.

### Carrière
Sa carrière a débuté avec des rôles dans les films Blonde Ambition et Drillbit Taylor. Il a été découvert par Luke et Owen Wilson.
Il a été invité de façon récurrente dans la série Selfie sur ABC. Il est apparu dans l'adaptation de Netflix des Désastreuses aventures des orphelins Baudelaire, sorti en 2017
Il est apparu dans les films Jurassic World et Dumb and Dumber To,. Il a également joué dans la comédie indépendante The 4th, The Big Sick, le film Logan Lucky réalisé par Steven Soderbergh et d'autres films tels que Itsy Bitsy and I am Woman,.
À la télévision, Cardarople est apparu dans des émissions telles que NCIS : LA, New Girl, NCIS : Naval Criminal Investigative Service, Angie Tribeca, Scrubs, Ray Donovan, You're The Worst, Comedy Bang! Bang! (en), Selfie et Chasing Life,.

## Filmographie
Sauf indication contraire, les informations mentionnées dans cette section peuvent être confirmées par la base de données cinématographiques IMDb,  présente dans la section « Liens externes ».

### Film

#### Année 2000
- 2008 : Drillbit Taylor, garde du corps : 7-11 vendeur
- 2009 : Absolute Evil (en) : Photographe

#### Année 2010
- 2012 : The Three Stooges : Cameraman (non-crédité)
- 2014 : Dumb and Dumber De : Inventeur #1
- 2014 : Amies malgré lui : Clerk
- 2015 : Manuel de survie à l'apocalypse zombie : un zombie
- 2015 : Jurassic World : Opérateur des Gyrosphère
- 2016 : 20th Century Women : Barman
- 2017 : The Big Sick : Stu
- 2017 : Logan Lucky : officier de police #2
- 2017 : Please Stand By
- 2019 : Itsy Bitsy (en) : Donny
- 2019 I Am Woman : Roy Meyer

#### Années 2020
- 2020 : Lazy Susan (en) : Roger
- 2020 : Wheels Of Fortune : Noodle
- 2021 : Free Guy : Keith
- 2021 : The Cleaner (en) : Donny
- 2021 : Night Night : Lucas Willard[14]
- 2021 : American Cherry : Clay Elliot[15],[16]
- 2024 : S.O.S. Bikini Bottom : Une mission pour Sandy Écureuil : Kyle
- 2024 : Carved : Clint[17]
- 2025 : Quarter[18]

### Télévision

#### Années 2010
- 2010 : Scrubs : Frank (1 épisode)
- 2012 : Gayle (en) : Marty (1 épisode)
- 2014 : Tim & Eric's Bedtime Stories : Adolescent ( 1 épisode)
- 2014 : Comedy Bang! Bang! (en) D-Money (2 épisodes)
- 2014 : Selfie : Charlie (8 épisodes)
- 2016 : Angie Tribeca :  employé dans la salle des dossiers (1 épisode)
- 2016 : New Girl : Carl (1 épisode)
- 2016 : NCIS : Enquêtes spéciales : vendeur (1 épisode)
- 2017-2019 : Les Désastreuses Aventures des orphelins Baudelaire :   Personnage de sexe indéterminé (19 épisodes)
- 2017-2019 : Stranger Things : Keith (3 épisodes)
- 2019-2021 : Archibald's Next Big Thing (en) : Preston (voix) (12 épisodes)
- 2019-2023 : NCIS : Los Angeles : Danny (3 épisodes)
- 2020 : Monsterland (en) :  Frank White (1 épisode)
- 2021 : The Rookie : Le Flic de Los Angeles : Slim Jim (1 épisode)
- 2021 : Made for Love : Rémy (1 épisode)
- 2021-2023 : Reservation Dogs : Ansel (8 épisodes)
- 2024 : Fallout : Huey (1 épisode)
- 2024 : Ghosts : fantômes à la maison : Jamie, Captain Kaboom (1 épisode)

## Distinctions
Sauf indication contraire, les informations mentionnées dans cette section peuvent être confirmées par la base de données cinématographiques IMDb,  présente dans la section « Liens externes ».
| Année | Récompense                              | Catégorie             | Film             | Résultat |
| ----- | --------------------------------------- | --------------------- | ---------------- | -------- |
| 2022  | Dallas International Film Festival (en) | Best Drama            | American Cherry  | Lauréat  |
| 2023  | Next Generation Indie Film Awards       | Best Supporting Actor | Above the Clouds | Nommé    |